# العرب (مجلة)
العرب مجلة جغرافية وتاريخية عربية صدرت بين عامي 1966 و2001. وهي إحدى المطبوعات التي أسسها الصحفي والمؤرخ والكاتب السعودي حمد الجاسر بعد مجلة اليمامة وصحيفة الرياض. صدرت مجلة العرب أولًا في بيروت ثم في الرياض.

## التاريخ والملف الشخصي
تأسست مجلة العرب على يد حمد الجاسر مجلةً شهريةً في بيروت عام 1966، وظهر العدد الأول منها في تشرين الثاني من ذلك العام. كما تولى الجاسر تحرير المجلة حتى وفاته في أيلول 2001. في عام 1973 حُول ترددها إلى شهري بسبب ارتفاع تكاليف الطباعة. وفي عام 1975 عاد الجاسر إلى الرياض ونشر المجلة هناك.
وكانت مجلة العرب مشابهة لمجلة ناشيونال جيوغرافيك الأمريكية من حيث تغطيتها. وشملت المواضيع دراسة اللغة العربية والتاريخ وجغرافية بلاد العرب مثل شبه الجزيرة العربية وبلاد الشام وغيرها. وقد تضمنت بشكل متكرر مقالات عن القبائل العربية ومشاكل التراث القبلي. كما نشر الجاسر مقالات في المجلة تتعلق بالعائلات النبيلة في وسط الجزيرة العربية. أغلقت صحيفة العرب أبوابها في عام 2001 بعد وقت قصير من وفاة مؤسسها.

## طالع أيضًا
- قائمة المجلات في المملكة العربية السعودية